# Laucha an der Unstrut
Laucha an der Unstrut (Aussprache ~Unschtrut~) ist eine Stadt im Burgenlandkreis im südlichen Sachsen-Anhalt (Deutschland). Sie gehört der Verbandsgemeinde Unstruttal mit Sitz in der Stadt Freyburg (Unstrut) an.

## Geographie
Die Stadt an der Unstrut liegt im Weinbaugebiet Saale-Unstrut an der B 176 zwischen Bad Bibra und Freyburg und an der Unstrutbahn von Naumburg (Saale) nach Artern. Laucha gehört zum Naturpark Saale-Unstrut-Triasland. Nördlich und südlich des Tals erheben sich die Berge, deren Untergrund aus Muschelkalkstein und die oberhalb aus Buntsandstein bestehen. Die nördlichen Hangkanten werden als Obst- und Weinbaugebiet genutzt. Schon 1402 gab es erstmals einen Hinweis über den Weinbau in der Lauchaer Flur. Die Hänge im Süden sind bewaldet.
Zu Laucha an der Unstrut gehören die Ortsteile Burgscheidungen, Dorndorf, Kirchscheidungen, Plößnitz und Tröbsdorf.

## Geschichte
Laucha ist ein ehemaliges Straßendorf an der alten Heerstraße Langensalza–Freyburg–Merseburg. Prähistorische Funde deuten jedoch schon auf eine jungsteinzeitliche Besiedelung hin. Der Name der Stadt kommt aus dem Slawischen (Lochow, Lochowo, Luchow, Luchowe, Luchowa, Luchonwe, Lachaw, Lauchau und Luchau, Laucha) und bedeutet so viel wie „sumpfiges Gelände“ oder „sumpfige Wiesenlage“. Dies weist auf eine ehemalige Versumpfung des Gebietes der Unstrut hin. Die Unstrut bildet die nördliche Grenze des Ortes.
Erstmals wird 926 Luchau mit einem Freihof erwähnt. Erst 1124 tritt Laucha wieder urkundlich in Erscheinung. Durch den Landgrafen Friedrich den Jüngeren von Thüringen erhielt das Stadtrecht verliehen. Die Stadt wurde oft von Kriegshorden geplündert und gebrandschatzt. Darüber hinaus erlitt Laucha im Laufe der Jahrhunderte nicht nur durch Kriege, sondern auch durch Naturkatastrophen große Schäden. Der Ort erholte sich wirtschaftlich immer wieder. Trotz mehrerer Brände findet sich noch eine Anzahl wertvoller historischer Gebäude.
Nach dem Ort benannte sich auch ein ritterliches Geschlecht, die Edlen von Laucha, welche mit den von Heßler und von Burkersroda stammes- und wappenverwandt waren.
Laucha gehörte bis 1815 zum wettinischen, später kursächsischen Amt Freyburg. Durch die Beschlüsse des Wiener Kongresses kam es zu Preußen und wurde 1816 dem Kreis Querfurt im Regierungsbezirk Merseburg der Provinz Sachsen zugeteilt, zu dem es bis 1944 gehörte.
Am 1. Oktober 1889 nahm die Unstrutbahn Naumburg–Artern ihren Betrieb auf, weshalb bisherige Gütertransporte auf der Unstrut stetig zurückgingen. 1914 eröffnete zudem die Preußische Staatsbahn die Strecke Laucha-Kölleda. Der Bahnhof Laucha, nunmehr Trennungsbahnhof, gewann dadurch an Bedeutung. Davon profitierten unter anderem die Zucker- und die Konservenfabrik. Im Jahr 1890 beabsichtigten die Stadtväter von Laucha aus verkehrstechnischen Gründen, das "Obertor" von Laucha, eine architektonische Rarität, abzureißen. Preußische Verwaltungs- und Denkmalschutzbehörden verboten dies. Das Tor wurde bis 1897 gründlich saniert.
1914 eröffnete die Preußische Staatseisenbahn die Bahnstrecke Kölleda–Laucha.
In den 1920er Jahren begannen Segelflieger, an den Hängen der Unstrut zu starten und zu landen (siehe Flugplatz Laucha).
Am 12. April 1945, kurz vor dem Ende des Zweiten Weltkriegs, griffen Jagdbomber der US Air Force Laucha mit Bomben und Bordwaffen an, obwohl sie bereits teilweise von US-Bodentruppen besetzt war. Einige Häuser wurde schwer beschädigt; 11 Einwohner (überwiegend Frauen und Kinder) starben.
Am 1. Juli 1950 wurde die bis dahin eigenständige Gemeinde Dorndorf eingegliedert.
Am 1. Juli 2009 wurden die ehemals eigenständigen Gemeinden Burgscheidungen und Kirchscheidungen eingemeindet.

### Einwohnerentwicklung
| Jahr      | 1865 | 1880 | 1910 | 1925 | 1933 | 1939 | 1970 | 2005 | 2022 |
| --------- | ---- | ---- | ---- | ---- | ---- | ---- | ---- | ---- | ---- |
| Einwohner | 1829 | 2360 | 2352 | 2339 | 2404 | 2354 | 3311 | 2468 | 2798 |

## Religion

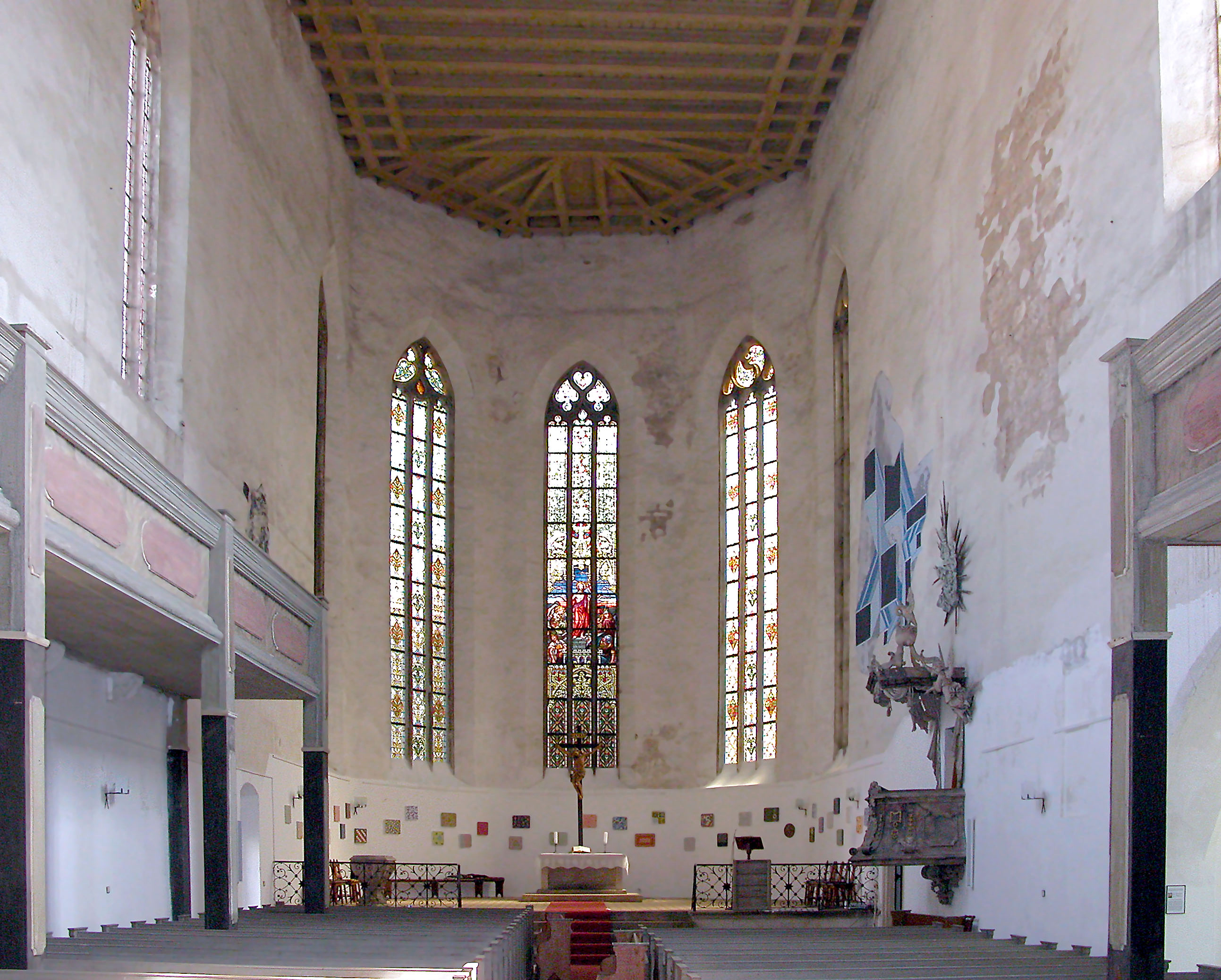
Altarraum der St.-Marien-Kirche

In Laucha wurden die Bevölkerung und die Kirche durch die 1539 von Heinrich dem Frommen durchgeführte Reformation evangelisch-lutherisch. Damals gehörte Laucha zum Archidiakonat Beata Maria Virgo zu Erfurt im Bistum Mainz, die St.-Marien-Kirche war dem Augustinerkloster Bibra inkorporiert.

### Evangelisch-lutherische Kirche
Die St.-Marien-Kirche sowie die Kirche in Burgscheidungen, die Kirche in Dorndorf, die St.-Johannes-Kirche in Kirchscheidungen, die Kirche in Plößnitz, die Kirche Unser lieben Frauen in Tröbsdorf und ihre Kirchengemeinden gehören zum Kirchenkreis Naumburg-Zeitz der Evangelischen Kirche in Mitteldeutschland.

### Römisch-katholische Kuratie
Nach der Reformation ließen sich erst wieder gegen Mitte des 19. Jahrhunderts Katholiken in Laucha nieder, sie gehörten zunächst zur Pfarrei Naumburg.
Nach dem Zweiten Weltkrieg vergrößerte sich die Katholikenzahl im Raum Laucha durch die Flucht und Vertreibung Deutscher aus Mittel- und Osteuropa erheblich. 1947 wurde in der Pfarrei Naumburg die Seelsorgestelle Laucha gegründet, und der aus dem Bistum Leitmeritz stammende Dechant Maximilian Joseph Thamm (1881–1970) wurde zum ersten Seelsorger in Laucha ernannt. Laucha wurde zur Kuratie erhoben, zu ihr gehörten neben Laucha auch Burgscheidungen, Dorndorf, Golzen, Hirschroda, Kirchscheidungen, Plößnitz, Tröbsdorf und Weischütz. Die Gottesdienste der Kuratie Laucha fanden in der evangelischen St.-Marien-Kirche statt, wo für die Katholiken ein eigener Altar und ein Tabernakel aufgestellt wurden.
Nachdem die Zahl der Gottesdienstbesucher zurückgegangen war, wurden die Gottesdienste statt in der evangelischen St.-Marien-Kirche in einem katholischen Gemeinderaum gefeiert, der als Kapelle fungierte, was vermutlich seit den 1980er Jahren geschah. Die Kuratie Laucha hatte ihren Sitz im Haus Untere Hauptstraße 21. 2006 wurde der Gemeindeverbund Naumburg – Bad Kösen – Freyburg – Laucha – Osterfeld errichtet, dem auch die Kuratie Laucha angehörte und aus dem 2010 die heutige Pfarrei St. Peter und Paul mit Sitz in Naumburg entstand.
Am 16. Juni 2018 fand in Laucha der letzte katholische Gottesdienst statt, die Kapelle wurde mit Dekret vom 30. Juni 2018 profaniert. Die nächstgelegenen katholischen Gottesdienste finden heute in der rund 14 Kilometer entfernten Kirche St. Peter und Paul in Naumburg statt.

## Politik
Seit der Kommunalwahl am 26. Mai 2019 setzt sich der Stadtrat mit 14 Mitgliedern wie folgt zusammen:
- CDU: 7 Sitze (48,9 %)
- AfD: 2 Sitze (12,5 %)
- Freie Bürgerliste Laucha: 2 Sitze (12,2 %)
- NPD: 1 Sitz (11,2 %)
- Die Linke: 1 Sitz (9,2 %)
- SPD: 1 Sitz (6,0 %)

Die Wahlbeteiligung lag bei 57,7 %.

## Sehenswürdigkeiten
Zu den Sehenswürdigkeiten der Stadt gehört das Glockenmuseum Laucha, welches unter Glockengießermeister Ulrich 1732 als Glockengießerei gegründet und bis 1911 auch als solche betrieben wurde. In diesem Zeitraum wurden mehr als 5000 Bronzeglocken gegossen.

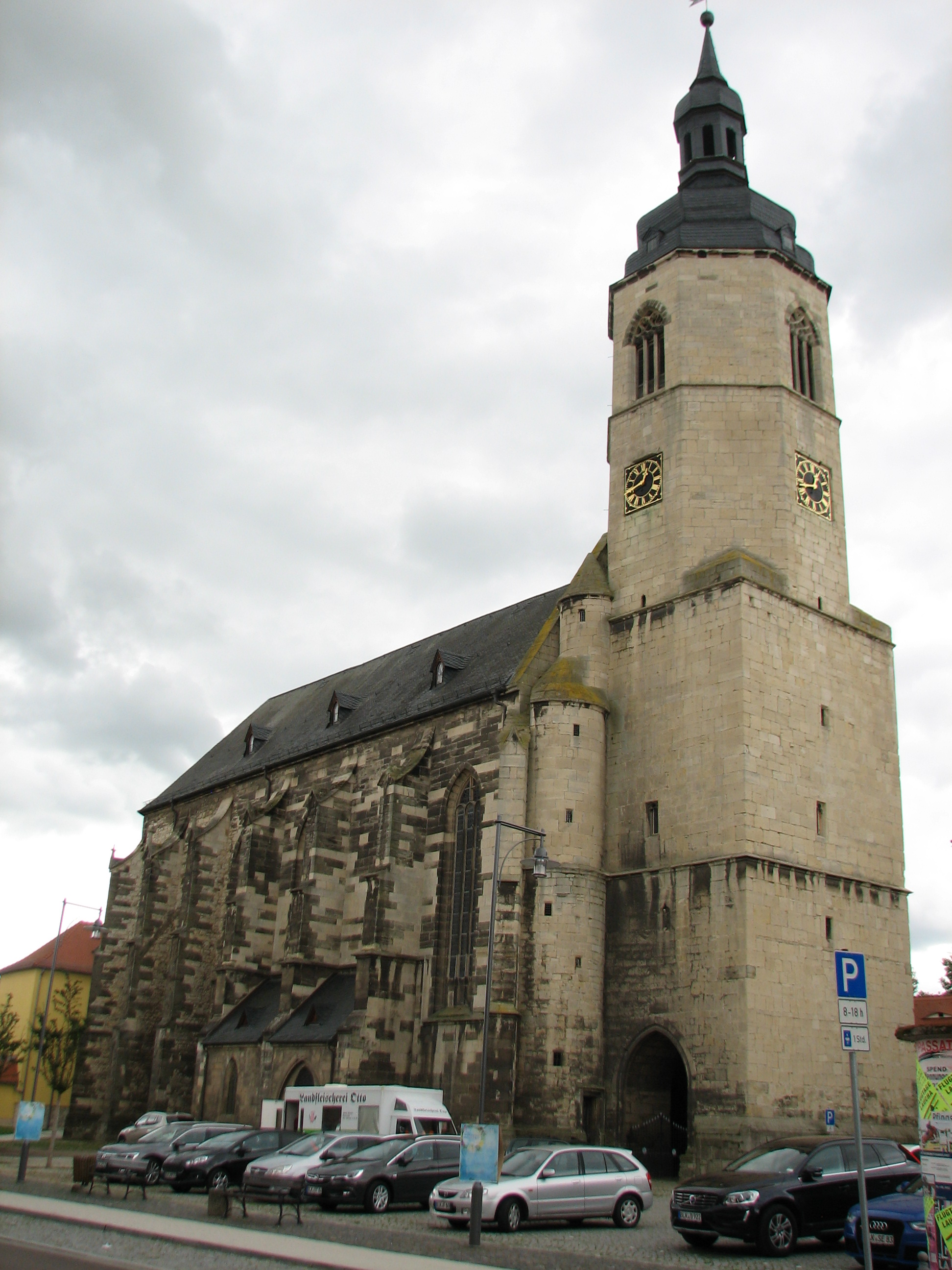
Lauchas Stadtkirche St. Marien

Erwähnenswert ist die Stadtkirche St. Marien, ein spätgotischer Bau aus dem 15. Jahrhundert, mit romanischen Resten (Klötzchenfriese an der Südostseite der Kirche), die nach dem verheerenden Stadtbrand am 13. April 1731 wiederaufgebaut wurde. Besonders sind auch die, vermutlich aus Aberglauben angebrachten, Kratzspuren oder Wetzrillen an der Kirchenmauer, die sich auch an vielen Portalen des Ortes wiederfinden.
Weiterhin das Rathaus von 1543 mit der später angebrachten doppelläufigen, überdachten Freitreppe und alte Portale an den Bürgerhäusern.
Die 1112 Meter lange Stadtmauer umgibt den historischen Stadtkern und ist mit einem, von ehemals drei Toren, noch gut erhalten. In diesem Tore – dem Obertor – wurde im ehemaligen Torhaus eine Heimatstube eingerichtet.
Die Unstrut, seit dem Mittelalter schiffbar, war einst Mittelpunkt für den Handel. Auf ihr wurden noch bis 1950 Güter transportiert. Heute besteht die Möglichkeit, die Unstrut mit Paddelbooten, Ruderbooten, Kanus und Motorbooten zu befahren. Für eine Fahrt auf der Unstrut standen bis 2016 Ausflugsdampfer zur Verfügung.
In Dorndorf ist die ehem. Reichssegelflugschule hervorzuheben, in Burgscheidungen das Schloss mit dem Barockgarten.
- Rathaus
- Evangelische Stadtkirche St. Marien
- Stadtmauer mit Zwingtor (Kulturdenkmal)
- Obertor
- Glockenmuseum (technisches Denkmal)
- mittelalterliche Gebäude und Portale

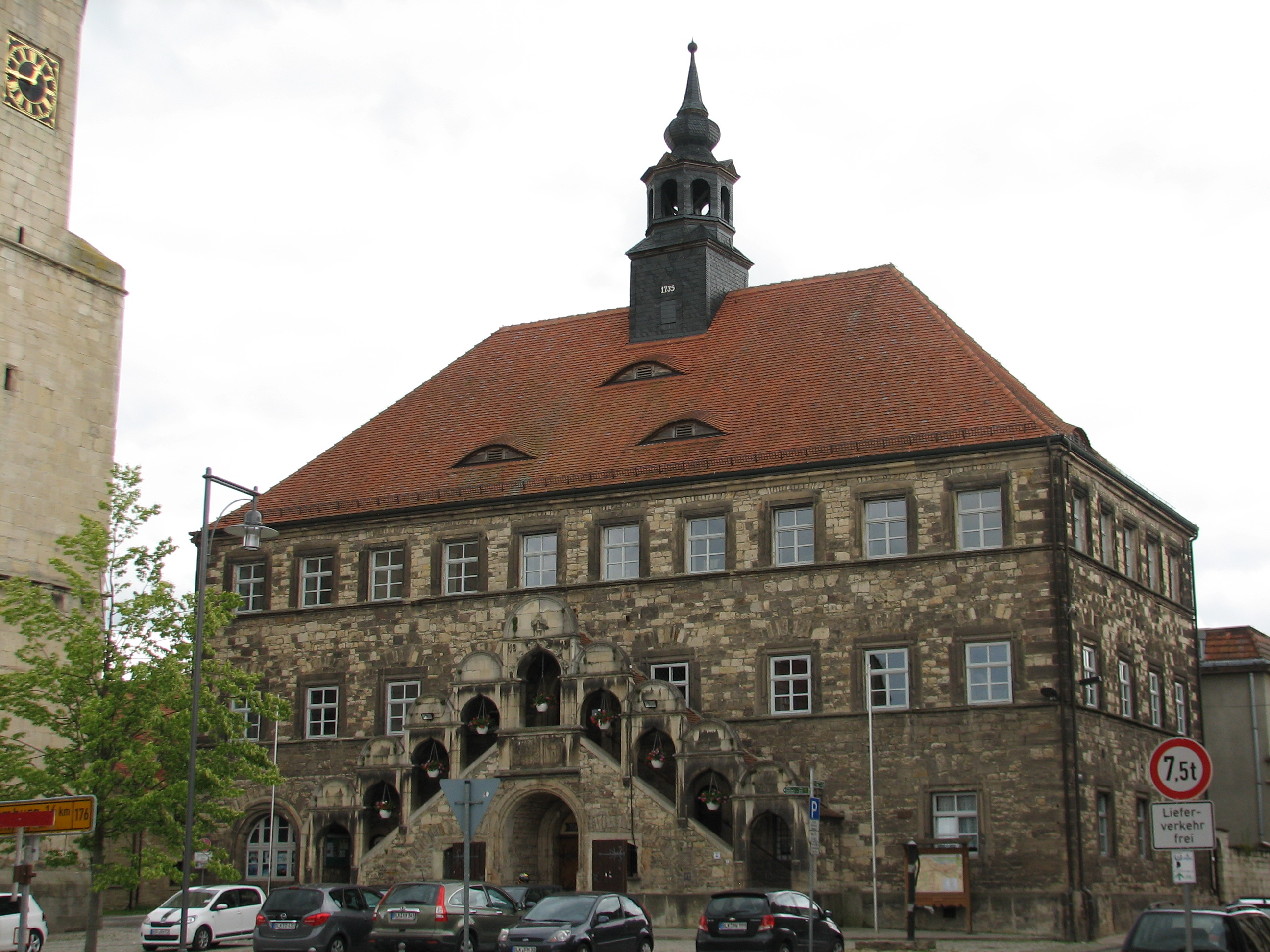
Rathaus Laucha, daneben die Stadtkirche
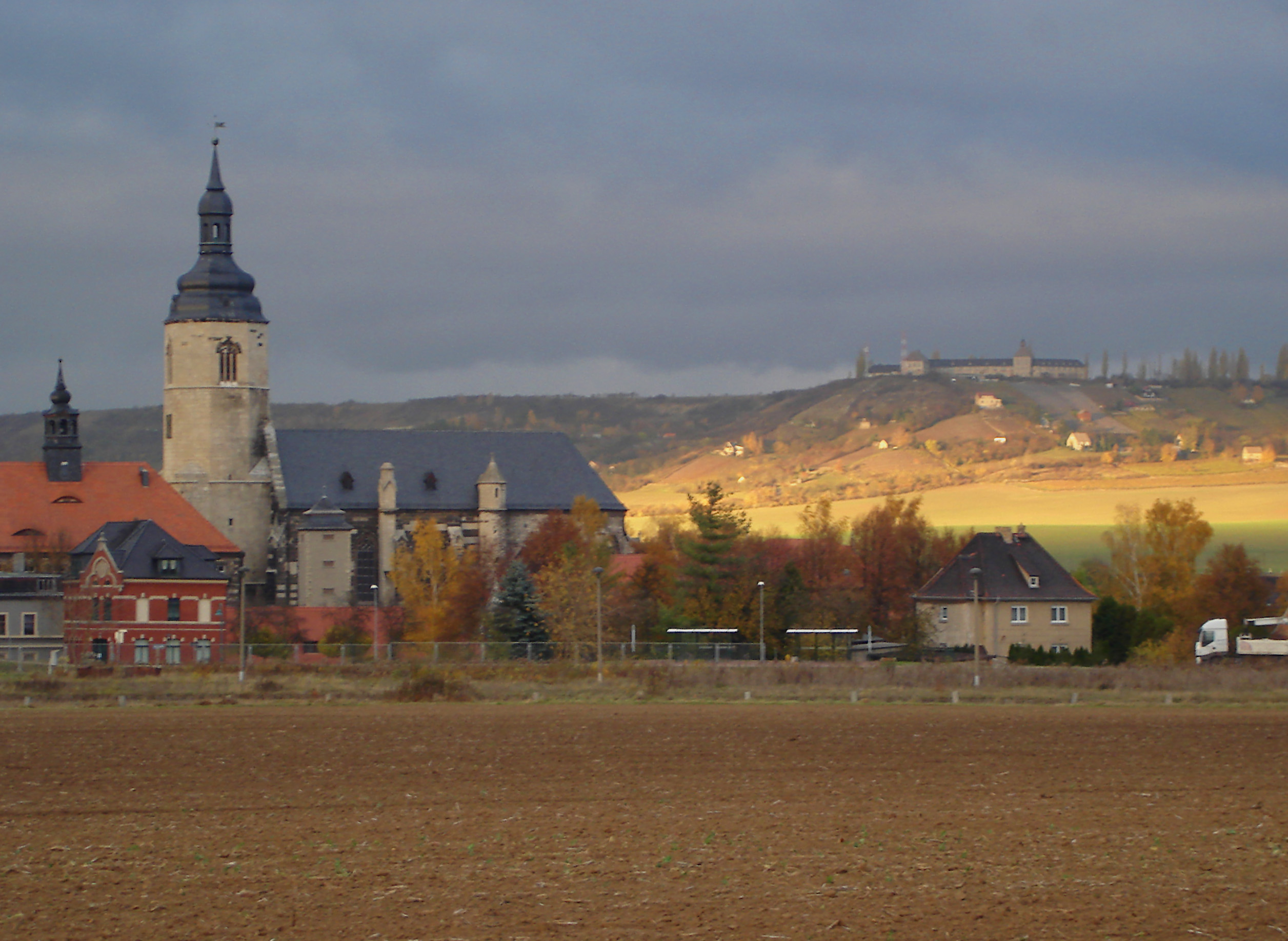
Ansicht mit Stadtkirche
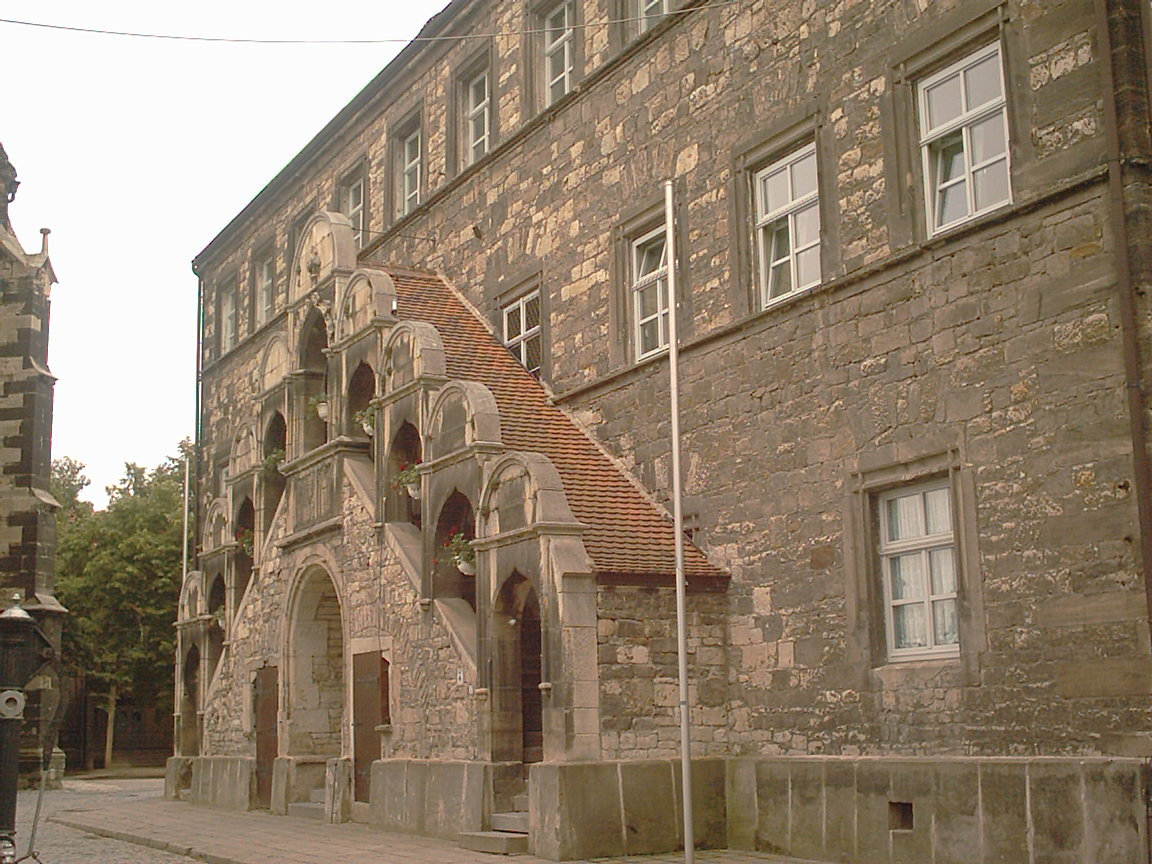
Rathaus Laucha
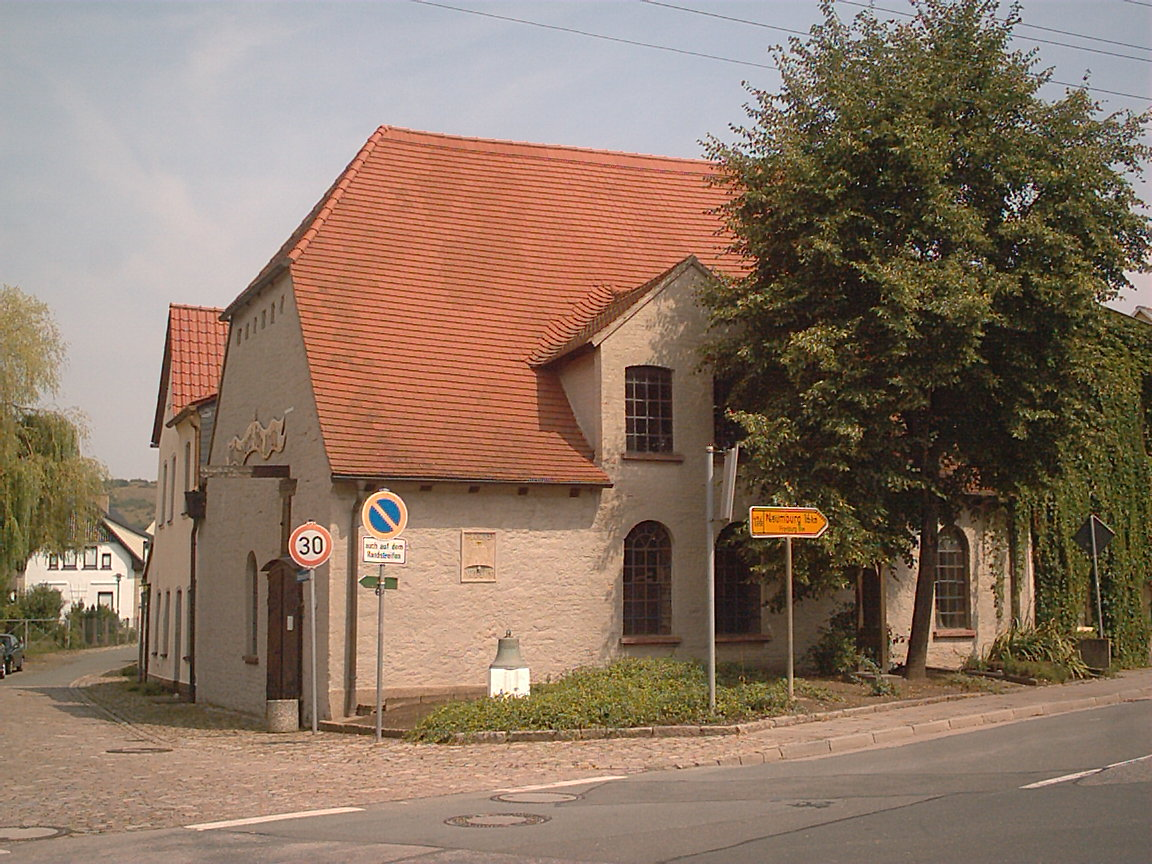
Glockenmuseum Laucha
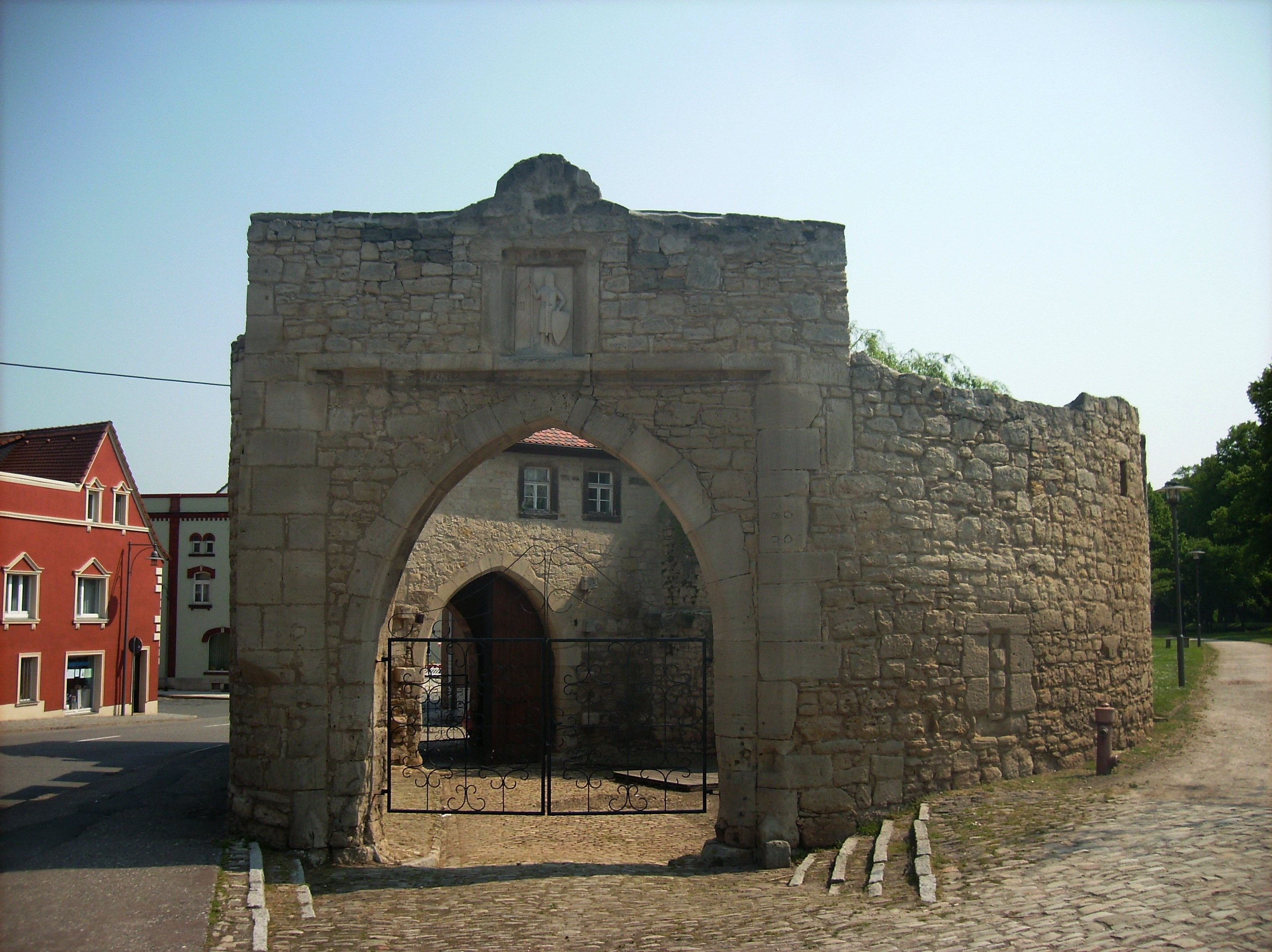
Obertor
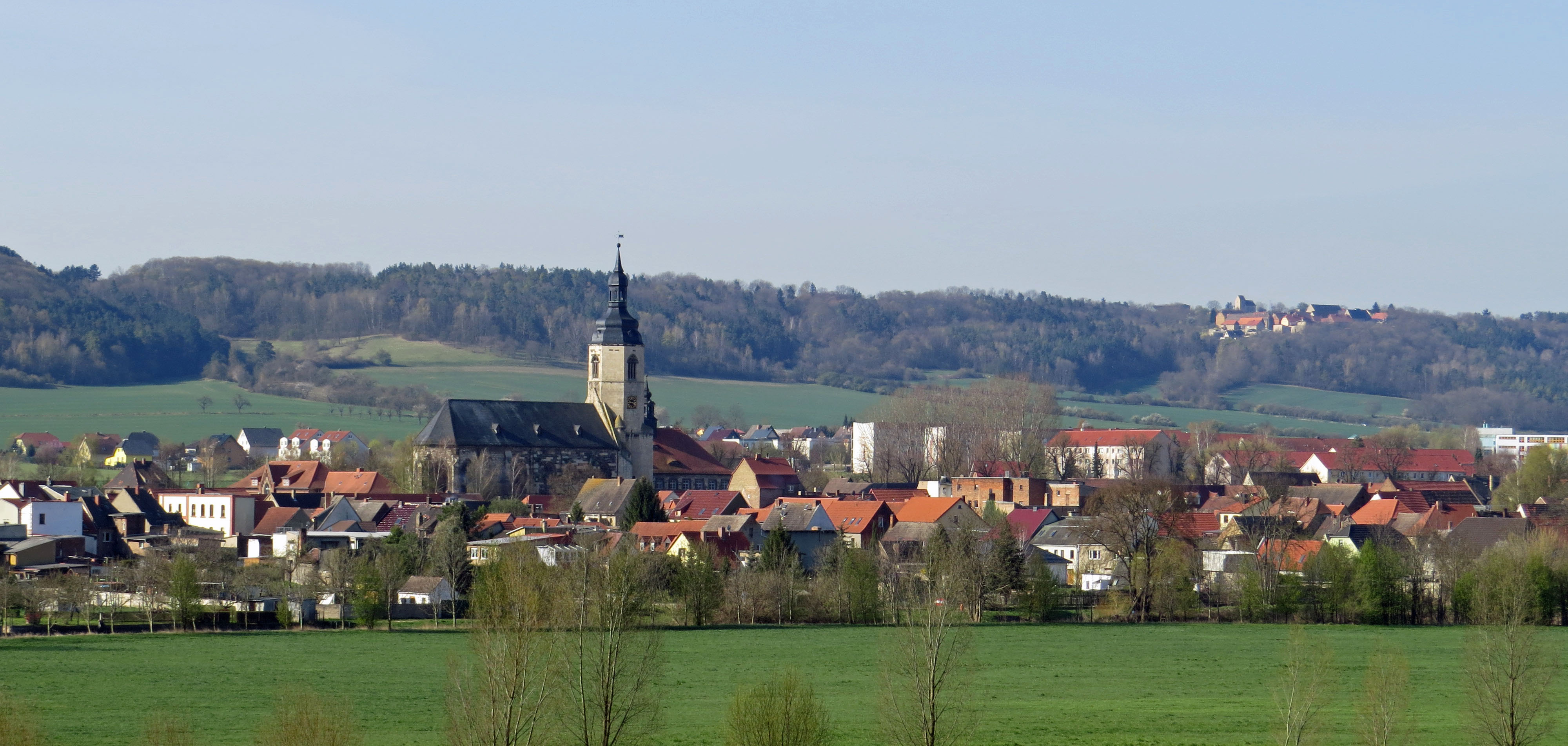
Laucha an der Unstrut von Nordost

## Wirtschaft
Heute existieren in Laucha zahlreiche Unternehmen des Handels, des Handwerks und der Dienstleistungen, die für wirtschaftlichen und städtischen Aufschwung sorgen. Die historische Altstadt ist seit der Wende Schwerpunkt eines großräumigen Sanierungsprogrammes mit dem Ziel, architektonisch wertvolle Bausubstanz so weit wie möglich zu erhalten und eine reizvolle, kleinstädtische Atmosphäre zu schaffen.

## Burgenland-Gymnasium Laucha
Das Burgenland-Gymnasium Laucha wurde 1991 gegründet und 1993 wurde ein neues Schulgebäude übergeben. Das Gymnasium trägt den Titel Schule gegen Rassismus – Schule mit Courage. Das Gymnasium ist Mitglied der Wirtschaftsakademie der Herzog-August-Stiftung zu Weißenfels. Das Gymnasium besitzt einen eigenen Weinberg am Edelacker in Freyburg/Unstrut; es wird das Fach Weinbau gelehrt und es gibt Kooperationen mit den Unternehmen Rotkäppchen Mumm Sektkellereien Freyburg, Lafarge Zement Karsdorf, der Agrargenossenschaft Gleina und der Winzergenossenschaft Freyburg. Im Fach Luft- und Raumfahrt mit dem Kurs Segelflugsport kann ein Flugschein erworben werden.
Es bestehen Schulpartnerschaften mit der Scholengemeenschap „Willem de Zwijger“ Schoonhoven (Niederlande), der Mastrop-Masztosh Schule in Jerewan (Armenien), dem polytechnischen Gymnasium in Nishnij Tagil (Russland), der Eshel Hanassi Schule Lehavim (Israel) und seit 2012 mit dem Gymnasium Nr. 9 aus Stettin.